# DF-1 (ミサイル)
DF-1（中: 东风-1、Dong-Feng-1）は、中華人民共和国の初期の短距離弾道ミサイル(SRBM)。ソビエト連邦がドイツのV2ロケットを改良したR-2ミサイルのライセンス生産品。

## 製造
1956年5月26日、中央軍事委員会は、国防部に第五研究院を創設し弾道ミサイルの開発を命じた。当時、中国は弾道ミサイルの技術的知見をほとんど持っていなかったので、ソビエト連邦に支援を求めた。1957年10月15日中ソ新防衛技術協定が結ばれる。1957年11月9日及び16日に、第五研究院の下に第一分院（システムインテグレート、ミサイルエンジン研究開発担当）及び第二分院（誘導システム研究開発担当）が設置される。1957年12月24日、教育訓練のためソビエト連邦地上軍の1個ミサイル大隊、2発のR-2ミサイル、及び発射の為の装備が中国に到着した。これらに並行して、1957年12月9日中央軍事委員会は、将来弾道ミサイル部隊を率いる指揮官と装備技術者の教育訓練を目的として、陸軍砲兵地対地ミサイル大隊を北京に創設し、その養成を1958年1月11日から開始した。その後中ソ関係が悪化のため、1958年4月にはソ連人部隊は全員帰国する。
到着したR-2ミサイルの事を第五研究院はコードネーム1059と命名することにした。1958年の後半には、R-2に関する設計図及び製造、試験、発射に関する約1万ページ強に及ぶ技術書類が、人民解放軍の手に渡った。ソ連のミサイル技術者もこの頃北京に到着し、第五研究院は追加でR-2ミサイル12発を購入した。
中国政府は1059の発射試験を1959年10月1日の建国10周年までに実施されることを望んだが、任務が膨大であったため遅延し、ソ連製R-2ミサイルの発射試験は1960年9月に成功し、中国で生産されたR-2である1059ミサイルの発射試験は同年11月5日に成功した。1年後に何発かの1059ミサイルの配備が開始される。1059ミサイルの製造は1964年2月まで続けられる。同年、1059型は、DF-1（東風1号）と名称が変更された。

## 技術的特徴
ライセンス生産品のため、オリジナルのR-2ミサイルと外見の形状寸法は同じである。単段ミサイルで、推進剤は燃料にエタノール溶液、酸化剤に液体酸素を用いている。モデルのR-2ミサイルは推進用エンジンとしてRD-100の改良型RD-101を搭載している。推進剤の供給はターボポンプによって行われる。ターボポンプはV2ミサイルと同じ過酸化水素溶液の分解ガスをタービン駆動に用いるヴァルター機関であるが、触媒は液体の過マンガン酸ナトリウム溶液から固体の銀もしくはニッケル基の合金に変更されている。
弾頭は分離式の通常弾頭（high explosive:高性能爆薬）である。エンジン燃焼が終了しゼロ加速となり弾道飛行に移った段階で、先端の弾頭は本体から分離される。V2ミサイルのような一体式は、弾道軌道に入り姿勢が大きく崩れてしまった場合、大気による抵抗により軌道が乱れ命中精度に影響を与える。弾頭分離式は、大気による影響は小さな弾頭部だけであり、命中精度に与える影響は大幅に減少する。
V2ミサイルのように推進剤タンクの更に外側のセミモノコック構造の外殻で外力に耐えるのではなく、推進剤タンク自身がセミモノコックの構造体となり上部燃料タンクと下部酸化剤タンクの間は、セミモノコックのシュラウドを設けタンクを接続する形をとった。これによりミサイルの空虚重量は更に軽量化されている。
命中精度のカギは諸元計算で求められた飛翔コース通りにブースト中のミサイルを飛翔させることである。このためV2ミサイルと同じく、姿勢センサーはストラップダウン方式2軸フリージャイロを使用し、ミサイルの姿勢を把握する。飛翔コースの制御にあたってはレーダーによる追跡と電波誘導により行う。姿勢制御は、燃焼ノズルの直後に配置されたグラファイト製ベーンを動かし燃焼ガスの向きを変えるジェットベーン制御と、尾翼の舵面を動かして行う舵面制御の、ハイブリッド方式により行われた。
姿勢センサー、アナログ計算機等の制御装置は、エンジンと下部酸化剤タンクの間に設置され、アクセス性が向上し整備が行い易くなっている。

## 仕様・性能
ライセンス生産品であるため外見上の形状・寸法はオリジナルのR-2ミサイルと同様である。ただし材料の品質・加工技術の程度が基準に達していたかは不明であり、オリジナルのR-2ミサイルの性能に達していたのかは、過去の発射実験の結果の詳細を中国側が公開していないので不明である。少なくとも当時のソビエト連邦の工業技術には達していなかったと考えられる。資料ではR-2とDF-1は同じ性能としており射程は590km、資料ではR-2が600kmとされている。
また命中精度に関しても、ジャイロセンサーの精密機械加工技術の程度が基準に達していたのかは不明であるため、R-2ミサイルの命中精度と同等かそれよりも低いと考えられる。資料ではR-2の命中精度はCEPが約1,250mと推定されている。ライセンス生産品であるDF-1のCEPはこれと同等か幾分悪化しているものと考えられる。
ペイロードに関しては、資料ではR-2とDF-1は同一の950kgとされている。

## 配備
DF-1ミサイルは、1961年に配備が開始され、最初の独自開発ミサイルDF-2の打上げ実験成功の1964年6月と同じ年に製造終了したとされる。後継機DF-2型の配備が始まった1966年9月15日からまもなくして、DF-1ミサイルは退役したとされる。
中国が原子爆弾の爆発実験に成功したのが、1964年の10月16日である。この年に総兵力4個大隊の弾道ミサイル部隊が、4個連隊に拡大されたのが確認されている。当時、この新種の弾道ミサイル部隊の編制システムはソビエト連邦の影響を色濃く受けていたものと考えられる。ソビエト軍では弾道ミサイル砲兵はミサイル中隊を最少単位としてミサイル発射台1基を運用した。中国もソ連と同様にミサイル中隊を最小単位として3単位制をとっていたものと考えられる。1964年時点で中国の弾道ミサイル部隊は4個連隊となったと記録されているので、3個中隊×3個大隊×4個連隊＝36個中隊に1基ずつの計36基がR-2ミサイルも含めたDF-1ミサイルの発射台基数の最小値と見積もられる。この数には予備ミサイルの数は考慮されておらず、あくまでも推定の範囲内である。